# Autobahnkreuz Schweinfurt/Werneck
Das Autobahnkreuz Schweinfurt/Werneck (auch Kreuz Schweinfurt/Werneck, Abkürzung: AK Schweinfurt/Werneck) ist ein Autobahnkreuz im Nordwesten von Bayern im Regierungsbezirk Unterfranken. Das Kreuz besteht aus dem
- Ast-Nord, Bundesautobahn 7 Richtung Fulda,
- Ast-Süd, Bundesautobahn 7 Richtung Würzburg,
- Ast-Ost, Bundesautobahn 70 Richtung Schweinfurt,
- Ast-West, Bundesstraße 26a Richtung Arnstein.

Zudem beginnt hier an der Europastraße 45 (BAB 7) die Europastraße 48, die – zunächst als BAB 70 – von Schweinfurt nach Prag führt.

## Lage und Bauform
Das Autobahnkreuz befindet sich vollständig auf dem Gebiet des Marktes Werneck. Umliegende Orte sind Stettbach, Eckartshausen und Rundelshausen.
Das Kreuz folgt keiner der typischen Bauformen eines Autobahnkreuzes, es ist als Mischung von Kleeblatt mit der Windmühle realisiert. Da es mit relativ geringen Mitteln unter Verwendung der vorhandenen Fahrbahnen von einer Autobahnanschlussstelle zu einem Autobahnkreuz ausgebaut wurde, weist es, insbesondere aus Richtung Würzburg in Richtung Schweinfurt, unüblich geringe Kurvenradien und entsprechende Geschwindigkeitsbegrenzungen auf. Die beiden östlich der A 7 liegenden Kreisel sind als normales Kleeblatt gebaut, während die beiden westlichen Anschlüsse anders gestaltet sind. Die Verbindung Nord–Ost ist nicht wie bei einem normalen Kleeblatt als indirekte Rampe ausgeführt, sondern zweigt von der direkten Rampe Nord–West ab, führt unter der nördlichen Richtungsfahrbahn der A 70 hindurch und mündet in die südliche Fahrbahn der A 70.
Ein Umbau des Kreuzes ist geplant.

## Geschichte
Die Planungen für eine Südumfahrung der Stadt Schweinfurt auf der Trasse der heutigen Bundesautobahn 70 begannen in den 1960er Jahren. Das Bauwerk wurde 1966 als einbahnige Bundesstraße 26a für den Verkehr freigegeben und an die Bundesautobahn 7 angebunden, an der Anschlussstelle Schweinfurt/Werneck, dem heutigen Autobahnkreuz. Auf der B 26a ereigneten sich jedoch viele schwere und tödliche Unfälle. Die Aufstufung der Bundesstraße B 26a im Bereich östlich des Kreuzes zur Bundesautobahn 70 erfolgte 1981; damals wurde der Knotenpunkt noch als Autobahndreieck bezeichnet. Es ist geplant, die Bundesstraße 26a westlich des Kreuzes autobahnähnlich („Gelbe Autobahn“) als Erschließungsachse für den Landkreis Main-Spessart und Westumfahrung für Würzburg zu verlängern und an der Anschlussstelle Helmstadt an die Bundesautobahn 3 anzubinden. Sie soll dann die Bezeichnung Bundesstraße 26n tragen und zunächst in einem ersten Bauabschnitt vom AK Schweinfurt-Werneck bis Karlstadt ausgeführt werden.

## Verkehrsaufkommen
Das Kreuz wird täglich von etwa 70.000 Fahrzeugen durchfahren.
| Von                    | Nach                       | Durchschnittliche tägliche Verkehrsstärke | Durchschnittliche tägliche Verkehrsstärke | Durchschnittliche tägliche Verkehrsstärke | Anteil Schwerlastverkehr | Anteil Schwerlastverkehr | Anteil Schwerlastverkehr |
| Von                    | Nach                       | 2005                                      | 2010                                      | 2015                                      | 2005                     | 2010                     | 2015                     |
| ---------------------- | -------------------------- | ----------------------------------------- | ----------------------------------------- | ----------------------------------------- | ------------------------ | ------------------------ | ------------------------ |
| B 26a                  | AK Schweinfurt/Werneck     | 03.900                                    | 04.700                                    | 05.000                                    | 10,5 %                   | 09,8 %                   | 09,7 %                   |
| AK Schweinfurt/Werneck | AS Werneck (A 70)          | 40.600                                    | 43.000                                    | 45.000                                    | 14,6 %                   | 15,8 %                   | 16,2 %                   |
| AS Wasserlosen (A 7)   | AK Schweinfurt/Werneck     | 46.500                                    | 41.800                                    | 42.700                                    | 18,7 %                   | 20,5 %                   | 21,1 %                   |
| AK Schweinfurt/Werneck | AS Gramschatzer Wald (A 7) | 58.800                                    | 56.400                                    | 62.100                                    | 14,9 %                   | 15,8 %                   | 16,7 %                   |